# Tenupedunculus smirnovi
Tenupedunculus smirnovi is een pissebed uit de familie Stenetriidae. De wetenschappelijke naam van de soort is voor het eerst geldig gepubliceerd in 1982 door Galina S. Vasina.